# SN 2010dq
SN 2010dq – supernowa typu Ia odkryta 3 czerwca 2010 roku w galaktyce NGC 57. W momencie odkrycia miała maksymalną jasność 17,30m.